# Heterischnus shikotanensis
Heterischnus shikotanensis là một loài tò vò trong họ Ichneumonidae.